# A Bay of Blood
A Bay of Blood (Italiaans: Ecologia del delitto, later uitgebracht als Reazione a catena, ook bekend als Carnage, Twitch of the Death Nerve en Blood Bath, is een Italiaanse giallo-film uit 1971 geregisseerd door Mario Bava. Bava schreef het scenario samen met Giuseppe Zaccariello, Filippo Ottoni en Sergio Canevari, met verhaalvermelding aan Dardano Sacchetti en Franco Barberi. In de film spelen Claudine Auger, Luigi Pistilli en Laura Betti. Carlo Rambaldi creëerde de gruwelijke speciale make-up effecten. Het verhaal beschrijft een reeks mysterieuze moorden die plaatsvinden rond de erfenis van de titulaire baai.
Alom beschouwd als de meest gewelddadige film van Bava, was de nadruk op grafisch bloedige moordreeksstukken enorm invloedrijk op het slasher-filmsubgenre dat een decennium later zou volgen, zoals de Friday the 13th-filmreeks en Sleepaway Camp.

## Synopsis
Gravin Federica is de bejaarde eigenares van een felbegeerd stukje landgoed gelegen aan een baai. Op een dag wordt ze bruut gewurgd door haar echtgenoot, Fillipo Donati. Fillipo wordt vervolgens zelf vermoord door een geheimzinnige derde partij. Wie is deze moordenaar? Is het makelaar Frank Ventura? De norse Simon die aan de baai woont? Of misschien is het Albert, de echtgenoot van Donati's ambitieuze dochter, Renata? En wie van hen heeft de gravin vermoord? Een kettingreactie van moorden door hebzuchtige partijen ontstaat om de erfenis van de baai...

## Rolverdeling
| Acteur             | Personage                            |
| ------------------ | ------------------------------------ |
| Claudine Auger     | Renata Donati                        |
| Luigi Pistilli     | Alberto / Albert                     |
| Claudio Camaso     | Simone / Simon (als Claudio Volonté) |
| Laura Betti        | Anna Fossati                         |
| Leopoldo Trieste   | Paolo / Paul Fossati                 |
| Chris Avram        | Franco / Frank Ventura               |
| Anna Maria Rosati  | Laura                                |
| Isa Miranda        | Gravin Federica Donati               |
| Brigitte Skay      | Louise / Brunhilde                   |
| Paola Montenero    | Sylvie / Denise (als Paola Rubens)   |
| Roberto Bonanni    | Roberto / Bobby                      |
| Guido Boccaccini   | Luca / Duke                          |
| Giovanni Nuvoletti | Graaf Fillipo Donati                 |
| Nicoletta Elmi     | Dochtertje van Donati (onvermeld)    |
| Renato Cestiè      | Zoontje van Donati (onvermeld)       |